# Ying Qu
Pour les articles homonymes, voir Ying.
Dans ce nom, le nom de famille, Ying, précède le nom personnel.
Ying Qu (chinois 應璩 ; pinyin Yīng Qú), né en 190, mort en 252, est un poète chinois. Zi : Xiulian.

## Biographie
La famille de Ying Qu'est originaire de Nandun à Runan (actuelle Xiangcheng dans le Henan). Son oncle Ying Shao est connu pour être l'auteur du Fengsu tongyi (en). Son frère aîné Ying Chang est l'un des Sept Lettrés de Jian'an. Proche de ce groupe, Ying Qu'fait à ce titre partie de l'entourage de Cao Pi, et fréquente donc l'élite des lettrés de cette période.
Après la fondation de la dynastie Wei par Cao Pi en 220, la vie de Ying Qu'assez peu connue pendant les deux décennies qui suivent. Il occupe un rang assez élevé dans le personnel qui entoure Cao Shuang, chef de l'une des deux factions qui se partagent le pouvoir sous l'empereur Cao Fang. Il ne fait toutefois pas partie des victimes du coup d'État de Sima Yi, chef de l'autre faction, en 249. Il bénéficie même d'une promotion, avant sans doute de prendre sa retraite.
Ying Qu'est le père de Ying Zhen (zh) (mort en 269), lui aussi poète.

## Œuvre
Le Wenxuan, anthologie du vie siècle, contient une catégorie appelée Bai yi, où figure un unique poème de Ying Qu. Si le sens de bai yi est peu assuré (littéralement « cent-un » ou « un de cent »), il s'agit en tout cas d'un genre poétique à portée morale et politique. Un peu plus d'une vingtaine de poèmes de Ying Qu, sont par ailleurs connus, parfois sous forme de fragments, appartenant à ce genre, ou classés comme « poèmes nouveaux » (xin shi, 新詩). Cette « nouveauté » consiste en la formulation par Ying Qu'de critiques politiques, sous la forme de poèmes pentasyllabiques (auparavant il existait de telles critiques, mais en poèmes de quatre syllabes).